# Janusz Strutyński
Janusz Strutyński (ur. 1932, zm. 23 grudnia 2021) – polski filolog, prof. dr hab.

## Życiorys
W 1956 ukończył studia z zakresu filologii słowiańskiej na Uniwersytecie Iwana Franki, a w 1961 studia polonistyczne na Uniwersytecie Jagiellońskim. Obronił pracę doktorską, następnie uzyskał stopień doktora habilitowanego. 15 listopada 1997 nadano mu tytuł profesora w zakresie nauk humanistycznych.
Pracował w Instytucie Humanistycznym Państwowej Wyższej Szkole Zawodowej w Krośnie, w Instytucie Polonistyki na Wydziale Filologicznym Uniwersytetu Jagiellońskiego, oraz w Podhalańskiej Państwowej Wyższej Szkole Zawodowej w Nowym Targu.
Był członkiem Komisji Językoznawstwa – I Wydziału; Komisje Naukowe Oddziału Polskiej Akademii Nauk w Krakowie.
W 2001 roku na wniosek senatu PWZS w Krośnie został odznaczony Krzyżem Kawalerskim Orderu Odrodzenia Polski.
Zmarł 23 grudnia 2021. Został pochowany na Cmentarzu Salwatorskim w Krakowie.